# کارسان
کارسان (به انگلیسی: Karsan) شرکت خودروسازی ترکیه‌ای است، که در سال ۱۹۶۶ توسط شرکت کوچ هولدینگ در شهر بورسا تأسیس شد.
شرکت کار سان امروزه با شرکت‌های خودروسازی پژو، نیسان، رنو تراکس، فین‌مکانیکا، فیات، فورد، ایوکو و هیوندای موتور مشارکت دارد و به‌عنوان عامل فروش خودروهای تجاری آنها در ترکیه فعالیت می‌کند.
دفتر مرکزی این شرکت در شهر آکسالار، استان بورسا، ترکیه قرار دارد و بخشی از سهام آن در بازار بورس استانبول معامله می‌شود.